# 阿斯圖迪洛冰川
64°53′S 62°51′W / 64.883°S 62.850°W
阿斯圖迪洛冰川是南極洲的冰川，位於葛拉漢地的丹科海岸，最終注入帕拉代斯港，由智利探險隊測量，以隊中的成員命名，現時由南極條約體系管理。